# Nada Es Igual...
| Críticas profissionais | Críticas profissionais |
| Avaliações da crítica  | Avaliações da crítica  |
| Fonte                  | Avaliação              |
| ---------------------- | ---------------------- |
| Allmusic               | [ 1 ]                  |
| Los Angeles Times      | [ 2 ]                  |

Nada Es Igual... é o 11º. álbum de estúdio do cantor mexicano Luis Miguel, lançado em 20 de agosto de 1996. O álbum vendeu mais de 5 milhões de cópias no mundo todo e foi o ultimo antes do cantor receber uma estrela na Calçada da Fama.  

## Faixas
| N.º            | Título                          | Compositor(es)                                                               | Duração |  |
| 1.             | "Si Te Vas"                     | Orlando Castro · Salvador Tercero · Kiko Cibrián                             | 3:36    |  |
| 2.             | "Abrázame"                      | Mark Portmann · Rudy Pérez                                                   | 3:38    |  |
| 3.             | "Dáme"                          | Alejandro Lerner · Jay Alan · Kiko Cibrián                                   | 4:57    |  |
| 4.             | "Nada Es Igual..."              | Alejandro Lerner · Kiko Cibrián                                              | 4:25    |  |
| 5.             | "Todo Por Su Amor"              | Rudy Pérez · Manuel López                                                    | 3:58    |  |
| 6.             | "Qué Tú Te Vas"                 | Francisco Céspedes                                                           | 4:12    |  |
| 7.             | "Sintiéndote Lejos"             | S. Loyo · Kiko Cibrián · Gerardo Flores                                      | 4:14    |  |
| 8.             | "Cómo Es Posible Que A Mi Lado" | Luis Miguel · Kiko Cibrián · Alejandro Asensi                                | 4:16    |  |
| 9.             | "Un Día Más"                    | Luis Miguel · Kiko Cibrián · Alejandro Asensi                                | 4:08    |  |
| 10.            | "Sueña"                         | Stephen Schwartz · Alan Menken · Luis Miguel · Kiko Cibrián · Gerardo Flores | 4:16    |  |
| Duração total: | Duração total:                  | Duração total:                                                               | 41:22   |  |

© MCMXCVI. Warner Music Benelux. B.V.

## Singles
| #  | Título                          | EUA | LATIN POP | LATIN TROP |
| -- | ------------------------------- | --- | --------- | ---------- |
| 1. | "Que Tú Te Vás"                 | #6  | #5        | #13        |
| 2. | "Como Es Posible Que a Mi Lado" | #10 | #6        | –          |
| 3. | "Dáme"                          | #2  | #1        | #3         |
| 4. | "Sueña"                         | #3  | #1        | #7         |

## Prêmios e indicações
Em 1997, o álbum foi indicado ao Grammy Awards na categoria "Melhor Álbum de Pop Latino" e ao Prêmio Lo Nuestro na categoria "Melhor Álbum Pop do Ano".

## Presença em Trilhas Sonoras
A faixa "Sueña" fez parte da versão em espanhol da trilha sonora do filme The Hunchback of Notre Dame. Já a faixa "Da Me" integrou a trilha sonora internacional da novela "Salsa e Merengue", exibida pela TV Globo entre 1996 e 1997. Na trama, escrita por Miguel Falabella e Maria Carmem Barbosa, a cançao foi tema da personagem "Clarisse", interpretada pela atriz Adriana Garambone.

## Charts
| Chart (1996)               | Posição |
| -------------------------- | ------- |
| Billboard 200              | 43      |
| Billboard Latin Pop Albums | 1       |
| Billboard Top Latin Albums | 1       |

## Vendas e certificações
| Região | Certificação | Vendas/distribuição |
| --- | ------------ | ------------------- |
| Argentina (CAPIF) | 7x Platina   | 420.000x            |
| Espanha (PROMUSICAE) | 2x Platina   |                     |
| EUA (RIAA) | Ouro         | 500.000^            |
| *vendas baseadas apenas na certificação ^distribuições baseadas apenas na certificação xdistribuições não-especificadas baseadas apenas na certificação |              |                     |